# Кубок Азії з футболу 2015 (склади команд)
Кубок Азії з футболу 2015 року — міжнародний футбольний турнір, який пройде в Австралії з 9 по 31 січня 2015 року. 16 збірних беруть участь в турнірі і заявили склади з 23 гравців, у тому числі трьох воротарів. Тільки гравці з цих заявок мають право взяти участь у турнірі.
Перш ніж оголосити свою остаточну заявку, кілька команд назвали попередній склад від 23 до 30 гравців, але остаточну заявку кожна з країн повинна була представити до 30 грудня 2014 року. Заміна травмованих гравців дозволена максимум за 6 годин до першого матчу цієї команди на турнірі. Гравці, відзначені значком , були названі як капітани своєї збірної. Кількість матчів та голів, а також вік гравців вказані на початок турніру.

## Група A

### Австралія
Тренер:  Анге Постекоглу
7 грудня 2014 року Анге Постекоглу оголосив список з 46 гравців, що готуватимуться до турніру Остаточний склад було названо 23 грудня року.
| №  | Поз. | Гравець           | Дата народження (вік)          | Ігри | Голи | Клуб                     |
| -- | ---- | ----------------- | ------------------------------ | ---- | ---- | ------------------------ |
| 1  | ВР   | Метью Раян        | 8 квітня 1992 (вік 22 роки)    | 13   | 0    | Брюгге                   |
| 2  | ЗХ   | Іван Франьїч      | 10 вересня 1987 (вік 27 років) | 12   | 0    | Торпедо (Москва)         |
| 3  | ЗХ   | Азіз Бегич        | 16 грудня 1990 (вік 24 роки)   | 7    | 2    | Бурсаспор                |
| 4  | НП   | Тім Кегілл        | 6 грудня 1979 (вік 35 років)   | 76   | 36   | Нью-Йорк Ред Буллз       |
| 5  | ПЗ   | Марк Мілліган     | 4 серпня 1985 (вік 29 років)   | 33   | 2    | Мельбурн Вікторі         |
| 6  | ЗХ   | Меттью Шпиранович | 27 червня 1988 (вік 26 років)  | 21   | 0    | Вестерн Сідней Вондерерз |
| 7  | НП   | Метью Лекі        | 4 лютого 1991 (вік 23 роки)    | 16   | 1    | Інгольштадт 04           |
| 8  | ПЗ   | Массімо Луонго    | 25 вересня 1992 (вік 22 роки)  | 5    | 0    | Свіндон Таун             |
| 9  | НП   | Томі Юріч         | 22 липня 1991 (вік 23 роки)    | 5    | 1    | Вестерн Сідней Вондерерз |
| 10 | НП   | Роббі Круз        | 5 жовтня 1988 (вік 26 років)   | 32   | 3    | Баєр 04                  |
| 11 | НП   | Томмі Оур         | 10 грудня 1991 (вік 23 роки)   | 21   | 1    | Утрехт                   |
| 12 | ВР   | Мітчелл Лангерак  | 22 серпня 1988 (вік 26 років)  | 5    | 0    | Боруссія (Дортмунд)      |
| 13 | ЗХ   | Джейсон Девідсон  | 29 червня 1991 (вік 23 роки)   | 13   | 0    | Вест-Бромвіч Альбіон     |
| 14 | ПЗ   | Джеймс Троїсі     | 3 липня 1988 (вік 26 років)    | 16   | 1    | Зюлте-Варегем            |
| 15 | ПЗ   | Міле Єдинак       | 3 серпня 1984 (вік 30 років)   | 52   | 6    | Крістал Пелес            |
| 16 | ПЗ   | Террі Антоніс     | 26 листопада 1993 (вік 21 рік) | 3    | 0    | Сідней                   |
| 17 | ПЗ   | Метт Маккай       | 11 січня 1983 (вік 31 рік)     | 50   | 1    | Брисбен Роар             |
| 18 | ВР   | Юджин Галекович   | 12 червня 1981 (вік 33 роки)   | 8    | 0    | Аделаїда Юнайтед         |
| 19 | ЗХ   | Кріс Герд         | 4 квітня 1989 (вік 25 років)   | 3    | 0    | Астон Вілла              |
| 20 | ЗХ   | Трент Сейнсбері   | 5 січня 1992 (вік 23 роки)     | 4    | 0    | Зволле                   |
| 21 | НП   | Натан Бернс       | 7 травня 1988 (вік 26 років)   | 7    | 0    | Веллінгтон Фенікс        |
| 22 | ЗХ   | Алекс Вілкінсон   | 13 серпня 1984 (вік 30 років)  | 11   | 0    | Чонбук Хьонде Моторс     |
| 23 | ПЗ   | Марк Брешіано     | 11 лютого 1980 (вік 34 роки)   | 81   | 13   | Аль-Гарафа               |

### Південна Корея
Тренер:  Улі Штіліке
Остаточний склад було оголошено 22 грудня 2014 року.
| №  | Поз. | Гравець      | Дата народження (вік)          | Ігри | Голи | Клуб                   |
| -- | ---- | ------------ | ------------------------------ | ---- | ---- | ---------------------- |
| 1  | ВР   | Чон Сон Рьон | 4 січня 1985 (вік 30 років)    | 64   | 0    | Сувон Самсунг Блювінгз |
| 2  | ЗХ   | Кім Чхан Су  | 12 вересня 1985 (вік 29 років) | 13   | 0    | Касіва Рейсол          |
| 3  | ЗХ   | Кім Чін Су   | 13 червня 1992 (вік 22 роки)   | 9    | 0    | Гоффенгайм 1899        |
| 4  | ЗХ   | Кім Ю Йон    | 9 липня 1988 (вік 26 років)    | 4    | 0    | Шанхай СІПГ            |
| 5  | ЗХ   | Квак Тхе Хві | 8 липня 1981 (вік 33 роки)     | 37   | 5    | Аль-Хіляль (Ер-Ріяд)   |
| 6  | ЗХ   | Пак Чу Хо    | 16 січня 1987 (вік 27 років)   | 17   | 0    | Майнц 05               |
| 7  | НП   | Сон Хин Мін  | 8 липня 1992 (вік 22 роки)     | 34   | 7    | Баєр 04                |
| 8  | ПЗ   | Кім Мін Ву   | 25 лютого 1990 (вік 24 роки)   | 9    | 1    | Саган Тосу             |
| 9  | НП   | Чо Йонг Чоль | 31 травня 1989 (вік 25 років)  | 10   | 0    | Катар СК               |
| 10 | ПЗ   | Нам Тхе Хі   | 3 липня 1991 (вік 23 роки)     | 16   | 1    | Лехвія                 |
| 11 | НП   | Лі Кин Хо    | 11 квітня 1985 (вік 29 років)  | 70   | 19   | Аль-Джаїш (Ар-Раян)    |
| 12 | НП   | Хан Кйо Вон  | 15 червня 1990 (вік 24 роки)   | 4    | 1    | Чонбук Хенде Моторс    |
| 13 | ПЗ   | Ку Ча Чхоль  | 27 лютого 1989 (вік 25 років)  | 42   | 13   | Майнц 05               |
| 14 | ПЗ   | Хан Кок Йон  | 19 квітня 1990 (вік 24 роки)   | 18   | 0    | Катар СК               |
| 15 | ПЗ   | Лі Мен Джу   | 24 квітня 1990 (вік 24 роки)   | 12   | 1    | Аль-Айн                |
| 16 | ПЗ   | Кі Сон Йон   | 24 січня 1989 (вік 25 років)   | 66   | 5    | Свонсі Сіті            |
| 17 | ПЗ   | Лі Чхон Йон  | 2 липня 1988 (вік 26 років)    | 64   | 6    | Болтон Вондерерз       |
| 18 | НП   | Лі Джун Хьоп | 24 червня 1991 (вік 23 роки)   | 0    | 0    | Санджу Санму           |
| 19 | ЗХ   | Кім Йон Гвон | 27 лютого 1990 (вік 24 роки)   | 29   | 1    | Гуанчжоу Евергранд     |
| 20 | ЗХ   | Чжан Хен Су  | 28 вересня 1991 (вік 23 роки)  | 7    | 0    | Гуанчжоу R&F           |
| 21 | ВР   | Кім Син Гю   | 30 вересня 1990 (вік 24 роки)  | 7    | 0    | Ульсан Хьонде          |
| 22 | ЗХ   | Чха Ду Рі    | 25 липня 1980 (вік 34 роки)    | 70   | 4    | Сеул                   |
| 23 | ВР   | Кім Джин Хен | 6 липня 1987 (вік 27 років)    | 4    | 0    | Сересо Осака           |

### Оман
Тренер:  Поль Ле Ґуен
Остаточний склад було оголошено 25 грудня 2014 року. В подальшому до початку турніру було зроблено дві зміни — Сулейман аль-Бураїкі замінив Моханнада аль-Заабі and Амер Саїд аль-Шатрі змінив Саада аль-Мухаїні
| №  | Поз. | Гравець                     | Дата народження (вік)           | Ігри | Голи | Клуб               |
| -- | ---- | --------------------------- | ------------------------------- | ---- | ---- | ------------------ |
| 1  | ВР   | Алі аль-Хабсі               | 30 грудня 1981 (вік 33 роки)    | 100  | 0    | Віган Атлетік      |
| 2  | ЗХ   | Мохаммед аль-Мусаламі       | 27 квітня 1990 (вік 24 роки)    | 35   | 2    | Фанджа             |
| 3  | ЗХ   | Джабер аль-Оваїсі           | 4 листопада 1989 (вік 25 років) | 27   | 2    | Аль-Шабаб (Ес-Сіб) |
| 4  | ПЗ   | Алі аль-Джабрі              | 29 січня 1990 (вік 24 роки)     | 33   | 0    | Фанджа             |
| 5  | ЗХ   | Нассер аль-Шімлі            | 15 лютого 1989 (вік 25 років)   | 7    | 0    | Аль-Оруба          |
| 6  | ПЗ   | Раед Ібрагім Салех          | 9 червня 1992 (вік 22 роки)     | 42   | 2    | Фанджа             |
| 7  | ПЗ   | Мохаммед аль-Сіябі          | 21 грудня 1988 (вік 26 років)   | 17   | 2    | Аль-Шабаб (Ес-Сіб) |
| 8  | ПЗ   | Еїд аль-Фарсі               | 31 січня 1987 (вік 27 років)    | 47   | 4    | Аль-Оруба (Сур)    |
| 9  | НП   | Абдулазіз аль-Мукбалі       | 23 квітня 1989 (вік 25 років)   | 38   | 12   | Фанджа             |
| 10 | НП   | Касім Саїд                  | 20 квітня 1989 (вік 25 років)   | 58   | 8    | Аль-Наср (Салала)  |
| 11 | ПЗ   | Амер Саїд аль-Шатрі         | 5 квітня 1990 (вік 24 роки)     | 1    | 0    | Дофар              |
| 12 | ПЗ   | Ахмед Мубарак               | 23 лютого 1985 (вік 29 років)   | 108  | 12   | Аль-Оруба (Сур)    |
| 13 | ЗХ   | Абдул Салам Аль-Мухаїні     | 7 квітня 1988 (вік 26 років)    | 38   | 1    | Аль-Оруба (Сур)    |
| 14 | НП   | Якуб Абдул-Карім            | 4 вересня 1985 (вік 29 років)   | 33   | 3    | Сахам              |
| 15 | ЗХ   | Алі Салім аль-Нахар         | 21 серпня 1992 (вік 22 роки)    | 17   | 0    | Дофар              |
| 16 | ПЗ   | Алі Аль-Бусайді             | 21 січня 1991 (вік 23 роки)     | 11   | 0    | Аль-Нахда          |
| 17 | ЗХ   | Хассан Мудхафар аль-Гейлані | 26 червня 1980 (вік 34 роки)    | 113  | 6    | Аль-Оруба (Сур)    |
| 18 | ВР   | Мазін аль-Касбі             | 27 квітня 1993 (вік 21 рік)     | 13   | 0    | Фанджа             |
| 19 | ЗХ   | Ахмед Аль-Мухаїні           | 2 травня 1985 (вік 29 років)    | 0    | 0    | Аль-Оруба (Сур)    |
| 20 | НП   | Амад аль-Хосні              | 18 липня 1984 (вік 30 років)    | 115  | 36   | Сахам              |
| 21 | ПЗ   | Мохсін аль-Хадлі            | 1 січня 1992 (вік 23 роки)      | 1    | 0    | Сахам              |
| 22 | ВР   | Сулейман аль-Бураїкі        | 30 липня 1986 (вік 28 років)    | 0    | 0    | Аль-Нахда          |
| 23 | НП   | Саїд аль-Рузаїкі            | 12 грудня 1986 (вік 28 років)   | 4    | 3    | Аль-Нахда          |

### Кувейт
Тренер:  Набіль Маалул
Остаточний склад було оголошено 30 грудня 2014 року.
| №  | Поз. | Гравець                  | Дата народження (вік)           | Ігри | Голи | Клуб                  |
| -- | ---- | ------------------------ | ------------------------------- | ---- | ---- | --------------------- |
| 1  | ВР   | Халед Ар-Рашиді          | 20 квітня 1987 (вік 27 років)   | 12   | 0    | Аль-Салмія            |
| 2  | ПЗ   | Амер аль-Фадель          | 21 квітня 1988 (вік 26 років)   | 14   | 0    | Кадсія                |
| 3  | ЗХ   | Фахад Авад               | 26 лютого 1985 (вік 29 років)   | 27   | 2    | Кувейт СК             |
| 4  | ЗХ   | Хуссейн Фадель           | 9 жовтня 1984 (вік 30 років)    | 43   | 2    | Аль-Вахда (Абу-Дабі)  |
| 5  | ЗХ   | Фахед аль-Хаджері        | 10 листопада 1991 (вік 23 роки) | 14   | 0    | Кадсія                |
| 6  | ЗХ   | Халед аль-Кахтані        | 16 лютого 1985 (вік 29 років)   | 14   | 0    | Кадсія                |
| 7  | ПЗ   | Талаль аль-Фадель        | 11 серпня 1990 (вік 24 роки)    | 0    | 0    | Kazma                 |
| 8  | ПЗ   | Салех аль-Шейх           | 29 травня 1982 (вік 32 роки)    | 39   | 1    | Кадсія                |
| 9  | ПЗ   | Абдулла аль-Бураїкі      | 12 серпня 1987 (вік 27 років)   | 10   | 1    | Кувейт СК             |
| 10 | ПЗ   | Абдулазіз аль-Мішаан     | 19 жовтня 1988 (вік 26 років)   | 7    | 0    | Кадсія                |
| 11 | ПЗ   | Фахад аль-Ансарі         | 25 лютого 1987 (вік 27 років)   | 21   | 1    | Кадсія                |
| 12 | ПЗ   | Султан аль-Енезі         | 29 березня 1992 (вік 22 роки)   | 15   | 0    | Кадсія                |
| 13 | ЗХ   | Мусед Неда               | 08 липня 1983 (вік 31 рік)      | 70   | 15   | Аль-Оруба (Ель-Джауф) |
| 14 | ПЗ   | Талаль аль-Амер          | 22 лютого 1987 (вік 27 років)   | 21   | 0    | Кадсія                |
| 15 | НП   | Файсал аль-Енезі         | 11 червня 1988 (вік 26 років)   | 0    | 0    | Аль-Салмія            |
| 16 | ПЗ   | Файсал Заїд              | 9 жовтня 1991 (вік 23 роки)     | 1    | 0    | Джахра                |
| 17 | НП   | Бадер аль-Мутава         | 10 січня 1985 (вік 29 років)    | 141  | 46   | Кадсія                |
| 18 | ЗХ   | Халід ель-Ебрагім        | 28 серпня 1992 (вік 22 роки)    | 5    | 0    | Кадсія                |
| 19 | НП   | Абдул Рахман аль-Шаммарі | 13 лютого 1993 (вік 21 рік)     | 2    | 0    | Аль-Наср (Кувейт)     |
| 20 | НП   | Юсеф Нассер              | 9 жовтня 1990 (вік 24 роки)     | 48   | 30   | Казм                  |
| 21 | НП   | Алі Максід               | 11 грудня 1986 (вік 28 років)   | 26   | 4    | Аль-Арабі (Кувейт)    |
| 22 | ВР   | Наваф Аль-Хальді         | 25 травня 1981 (вік 33 роки)    | 100  | 0    | Кадсія                |
| 23 | ВР   | Хамід Юссеф              | 10 серпня 1987 (вік 27 років)   | 6    | 0    | Аль-Арабі (Кувейт)    |

## Група B

### Узбекистан
Тренер:  Мірджалол Касимов
Остаточний склад було оголошено 30 грудня 2014 року.
| №  | Поз. | Гравець             | Дата народження (вік)            | Ігри | Голи | Клуб                |
| -- | ---- | ------------------- | -------------------------------- | ---- | ---- | ------------------- |
| 1  | ВР   | Ельдорбек Суюнов    | 12 квітня 1991 (вік 23 роки)     | 7    | 0    | Насаф               |
| 2  | ЗХ   | Єгор Крімець        | 27 січня 1992 (вік 22 роки)      | 4    | 0    | Пахтакор            |
| 3  | ЗХ   | Шавкат Мулладжанов  | 19 січня 1986 (вік 28 років)     | 23   | 0    | Алмалик             |
| 4  | НП   | Сардор Рашидов      | 14 червня 1991 (вік 23 роки)     | 9    | 2    | Буньодкор           |
| 5  | ЗХ   | Анзур Ісмаїлов      | 21 квітня 1985 (вік 29 років)    | 55   | 1    | Чанчунь Ятай        |
| 6  | НП   | Баходір Насімов     | 2 травня 1987 (вік 27 років)     | 11   | 5    | Падідех             |
| 7  | ПЗ   | Азізбек Хайдаров    | 8 липня 1985 (вік 29 років)      | 56   | 0    | Аль-Шабаб (Дубай)   |
| 8  | ПЗ   | Сервер Джепаров     | 3 жовтня 1982 (вік 32 роки)      | 102  | 23   | Соннам              |
| 9  | ПЗ   | Оділ Ахмедов        | 25 листопада 1987 (вік 27 років) | 60   | 11   | Краснодар           |
| 10 | ПЗ   | Джамшид Іскандеров  | 16 жовтня 1993 (вік 21 рік)      | 9    | 0    | Пахтакор            |
| 11 | НП   | Ігор Сергєєв        | 30 квітня 1993 (вік 21 рік)      | 9    | 4    | Пахтакор            |
| 12 | ВР   | Ігнатій Нестеров    | 20 червня 1983 (вік 31 рік)      | 84   | 0    | Локомотив (Ташкент) |
| 13 | ПЗ   | Лутфулла Тураєв     | 30 березня 1988 (вік 26 років)   | 11   | 0    | Локомотив (Ташкент) |
| 14 | ЗХ   | Шухрат Махамматдієв | 29 червня 1989 (вік 25 років)    | 2    | 0    | Насаф               |
| 15 | ПЗ   | Жасур Хасанов       | 2 серпня 1983 (вік 31 рік)       | 39   | 1    | Локомотив (Ташкент) |
| 16 | ПЗ   | Вохід Шодієв        | 09 листопада 1986 (вік 28 років) | 4    | 2    | Буньодкор           |
| 17 | ПЗ   | Санжар Турсунов     | 29 грудня 1986 (вік 28 років)    | 36   | 5    | Ворскла (Полтава)   |
| 18 | ПЗ   | Тімур Кападзе       | 5 вересня 1981 (вік 33 роки)     | 111  | 10   | Актобе              |
| 19 | ЗХ   | Віталій Денисов     | 24 лютого 1987 (вік 27 років)    | 48   | 1    | Локомотив (Москва)  |
| 20 | ЗХ   | Іслом Тухтаходжаєв  | 30 жовтня 1989 (вік 25 років)    | 37   | 0    | Локомотив (Ташкент) |
| 21 | ВР   | Акбар Тураєв        | 27 серпня 1989 (вік 25 років)    | 0    | 0    | Буньодкор           |
| 22 | ПЗ   | Фаррух Сайфієв      | 17 січня 1991 (вік 23 роки)      | 2    | 0    | Насаф               |
| 23 | ЗХ   | Акмал Шорахмедов    | 10 травня 1986 (вік 28 років)    | 14   | 0    | Буньодкор           |

### Саудівська Аравія
Тренер:  Космін Олерою
Остаточний склад було оголошено 25 грудня 2014 року.
| №  | Поз. | Гравець              | Дата народження (вік)            | Ігри | Голи | Клуб                 |
| -- | ---- | -------------------- | -------------------------------- | ---- | ---- | -------------------- |
| 1  | ВР   | Валід Абдулла        | 19 квітня 1986 (вік 28 років)    | 58   | 0    | Аль-Шабаб (Ер-Ріяд)  |
| 2  | ЗХ   | Саїд аль-Мовалад     | 9 березня 1991 (вік 23 роки)     | 6    | 0    | Аль-Аглі (Джидда)    |
| 3  | ЗХ   | Осама Хавсаві        | 31 березня 1984 (вік 30 років)   | 103  | 6    | Аль-Аглі (Джидда)    |
| 4  | ЗХ   | Абдулла аль-Зорі     | 13 серпня 1987 (вік 27 років)    | 37   | 1    | Аль-Хіляль (Ер-Ріяд) |
| 5  | ЗХ   | Омар Хавсаві         | 27 вересня 1986 (вік 28 років)   | 6    | 0    | Аль-Наср (Ер-Ріяд)   |
| 6  | ПЗ   | Мустафа аль-Бассас   | 2 червня 1993 (вік 21 рік)       | 8    | 0    | Аль-Аглі (Джидда)    |
| 7  | ПЗ   | Салман аль-Фарадж    | 1 серпня 1989 (вік 25 років)     | 5    | 0    | Аль-Хіляль (Ер-Ріяд) |
| 8  | НП   | Ях'я аль-Шехрі       | 8 травня 1991 (вік 23 роки)      | 20   | 0    | Аль-Наср (Ер-Ріяд)   |
| 9  | НП   | Наїф Хазазі          | 11 січня 1989 (вік 25 років)     | 46   | 9    | Аль-Шабаб (Ер-Ріяд)  |
| 10 | НП   | Мохаммад аль-Сахлаві | 10 січня 1987 (вік 27 років)     | 7    | 4    | Аль-Аглі (Джидда)    |
| 11 | ПЗ   | Валід Бакшвін        | 12 листопада 1989 (вік 25 років) | 9    | 0    | Аль-Аглі (Джидда)    |
| 12 | ЗХ   | Хассан Муат Фаллата  | 27 січня 1986 (вік 28 років)     | 48   | 3    | Аль-Шабаб (Ер-Ріяд)  |
| 13 | ЗХ   | Яссер аль-Шахрані    | 25 травня 1992 (вік 22 роки)     | 10   | 0    | Аль-Хіляль (Ер-Ріяд) |
| 14 | ПЗ   | Сауд Карірі          | 8 червня 1980 (вік 34 роки)      | 125  | 6    | Аль-Хіляль (Ер-Ріяд) |
| 15 | НП   | Нассер аль-Шамрані   | 23 листопада 1983 (вік 31 рік)   | 69   | 13   | Аль-Хіляль (Ер-Ріяд) |
| 16 | ЗХ   | Мотаз Хавсаві        | 17 лютого 1992 (вік 22 роки)     | 7    | 3    | Аль-Аглі (Джидда)    |
| 17 | ПЗ   | Таїсір аль-Джассім   | 25 липня 1984 (вік 30 років)     | 90   | 10   | Аль-Аглі (Джидда)    |
| 18 | ПЗ   | Салем аль-Давсарі    | 19 серпня 1991 (вік 23 роки)     | 17   | 2    | Аль-Хіляль (Ер-Ріяд) |
| 19 | НП   | Фахад аль-Муваллад   | 14 вересня 1994 (вік 20 років)   | 15   | 5    | Аль-Іттіхад (Джидда) |
| 20 | ПЗ   | Наваф аль-Абед       | 26 січня 1990 (вік 24 роки)      | 23   | 2    | Аль-Хіляль (Ер-Ріяд) |
| 21 | ВР   | Абдулла аль-Судаїрі  | 2 лютого 1992 (вік 22 роки)      | 1    | 0    | Аль-Хіляль (Ер-Ріяд) |
| 22 | ВР   | Абдулла аль-Енезі    | 20 вересня 1990 (вік 24 роки)    | 2    | 0    | Аль-Наср (Ер-Ріяд)   |
| 23 | ЗХ   | Маджед аль-Маршеді   | 10 січня 1984 (вік 30 років)     | 45   | 0    | Аль-Шабаб (Ер-Ріяд)  |

### Китай
Тренер:  Ален Перрен
Остаточний склад було оголошено 24 грудня 2014 року.
| №  | Поз. | Гравець      | Дата народження (вік)            | Ігри | Голи | Клуб               |
| -- | ---- | ------------ | -------------------------------- | ---- | ---- | ------------------ |
| 1  | ВР   | Цзен Чен     | 8 січня 1987 (вік 28 років)      | 30   | 0    | Гуанчжоу Евергранд |
| 2  | ЗХ   | Рен Хан      | 23 лютого 1989 (вік 25 років)    | 10   | 0    | Цзянсу Сайнті      |
| 3  | ЗХ   | Мей Фанг     | 14 листопада 1989 (вік 25 років) | 8    | 0    | Гуанчжоу Евергранд |
| 4  | ЗХ   | Цзян Жипен   | 6 березня 1989 (вік 25 років)    | 7    | 0    | Гуанчжоу R&F       |
| 5  | ЗХ   | Чжан Ліньпен | 9 травня 1989 (вік 25 років)     | 41   | 4    | Гуанчжоу Евергранд |
| 6  | ЗХ   | Лі Анг       | 15 вересня 1993 (вік 21 рік)     | 1    | 0    | Цзянсу Сайнті      |
| 7  | ПЗ   | У Лей        | 19 листопада 1991 (вік 23 роки)  | 22   | 5    | Шанхай СІПГ        |
| 8  | ПЗ   | Кай Хуїкан   | 10 жовтня 1989 (вік 25 років)    | 8    | 0    | Шанхай СІПГ        |
| 9  | НП   | Ян Сюй       | 12 лютого 1987 (вік 27 років)    | 33   | 14   | Шаньдун Лунен      |
| 10 | ПЗ   | Чжен Чжи     | 20 серпня 1980 (вік 34 роки)     | 81   | 15   | Гуанчжоу Евергранд |
| 11 | ПЗ   | Хао Цзюнмін  | 24 березня 1987 (вік 27 років)   | 49   | 12   | Шаньдун Лунен      |
| 12 | ВР   | Ян Юньлін    | 28 січня 1991 (вік 23 роки)      | 0    | 0    | Шанхай СІПГ        |
| 13 | ПЗ   | Лю Цзяньє    | 17 червня 1987 (вік 27 років)    | 41   | 0    | Цзянсу Сайнті      |
| 14 | ЗХ   | Джі Сьян     | 1 березня 1990 (вік 24 роки)     | 2    | 0    | Цзянсу Сайнті      |
| 15 | ЗХ   | У Сі         | 19 лютого 1989 (вік 25 років)    | 21   | 1    | Цзянсу Сайнті      |
| 16 | НП   | Сунь Ке      | 26 серпня 1989 (вік 25 років)    | 22   | 4    | Цзянсу Сайнті      |
| 17 | НП   | Чжан Чендон  | 9 лютого 1989 (вік 25 років)     | 14   | 0    | Бейцзін Гоань      |
| 18 | НП   | Ґао Лінь     | 14 лютого 1986 (вік 28 років)    | 79   | 18   | Гуанчжоу Евергранд |
| 19 | ПЗ   | Лю Біньбінь  | 16 червня 1993 (вік 21 рік)      | 2    | 0    | Шаньдун Лунен      |
| 20 | ПЗ   | Юй Ханьчао   | 25 лютого 1987 (вік 27 років)    | 36   | 6    | Гуанчжоу Евергранд |
| 21 | ПЗ   | Юй Хай       | 04 червня 1987 (вік 27 років)    | 50   | 10   | Гуйчжоу Женьхе     |
| 22 | ПЗ   | Ляо Лішен    | 29 квітня 1993 (вік 21 рік)      | 4    | 0    | Гуанчжоу Евергранд |
| 23 | ВР   | Ван Далей    | 10 січня 1989 (вік 25 років)     | 10   | 0    | Шаньдун Лунен      |

### Північна Корея
Тренер:  Чо Дон Соп
Остаточний склад було оголошено 30 грудня 2014 року.
| №  | Поз. | Гравець       | Дата народження (вік)           | Ігри | Голи | Клуб            |
| -- | ---- | ------------- | ------------------------------- | ---- | ---- | --------------- |
| 1  | ВР   | Рі Мьон Гук   | 9 вересня 1986 (вік 28 років)   | 54   | 0    | Пхеньян         |
| 2  | ЗХ   | Рі Чан Хо     | 4 січня 1990 (вік 25 років)     | 0    | 0    | Рімьонсу        |
| 3  | ЗХ   | Чан Сон Хьок  | 18 січня 1991 (вік 23 роки)     | 10   | 2    | Рімьонсу        |
| 4  | ЗХ   | Чон Гван Ік   | 5 квітня 1988 (вік 26 років)    | 35   | 2    | Амноккан        |
| 5  | ЗХ   | Хан Сон Хйок  | 11 грудня 1987 (вік 27 років)   | 3    | 0    | Рімьонсу        |
| 6  | ЗХ   | Ро Хак Су     | 19 січня 1990 (вік 24 роки)     | 12   | 2    | Рімьонсу        |
| 7  | ПЗ   | Рі Сан Чоль   | 26 грудня 1990 (вік 24 роки)    | 2    | 2    | Рімьонсу        |
| 8  | ПЗ   | Лян Йон Гі    | 1 липня 1982 (вік 32 роки)      | 21   | 4    | Вегалта Сендай  |
| 9  | ПЗ   | Пак Сон Чхоль | 24 вересня 1987 (вік 27 років)  | 31   | 10   | Рімьонсу        |
| 10 | НП   | Пак Кван Рьон | 27 вересня 1992 (вік 22 роки)   | 12   | 3    | Вадуц           |
| 11 | ПЗ   | Чонг Іль Гван | 30 жовтня 1992 (вік 22 роки)    | 25   | 6    | Рімьонсу        |
| 12 | НП   | Ом Чоль Сонг  | 12 листопада 1992 (вік 22 роки) | 1    | 0    | 25 квітня       |
| 13 | ЗХ   | Сім Йон Джин  | 1 січня 1991 (вік 24 роки)      | 9    | 1    | 25 квітня       |
| 14 | НП   | Кьо Сон Хьок  | 12 листопада 1992 (вік 22 роки) | 2    | 1    | 25 квітня       |
| 15 | ЗХ   | Чан Кук Чхоль | 16 лютого 1994 (вік 20 років)   | 11   | 2    | Хвебуль         |
| 16 | ЗХ   | Ча Чжон Хьок  | 25 вересня 1985 (вік 29 років)  | 45   | 1    | Віль            |
| 17 | НП   | Со Хйон Ук    | 17 квітня 1992 (вік 22 роки)    | 3    | 0    | 25 квітня       |
| 18 | ВР   | Рі Кван Іль   | 13 квітня 1988 (вік 26 років)   | 0    | 0    | 25 квітня       |
| 19 | ПЗ   | Рі Йон Джик   | 8 лютого 1991 (вік 23 роки)     | 0    | 0    | Токусіма Вортіс |
| 20 | НП   | Чо Вон        | 25 листопада 1992 (вік 22 роки) | 0    | 0    | Хвебуль         |
| 21 | ПЗ   | О Хйок Чоль   | 2 серпня 1991 (вік 23 роки)     | 3    | 1    | 25 квітня       |
| 22 | ВР   | Чу Гван Мін   | 20 травня 1990 (вік 24 роки)    | 14   | 0    | Рімьонсу        |

## Група C

### Іран
Тренер:  Карлуш Кейрош
Остаточний склад було оголошено 30 грудня 2014 року. 7 січня 2015 року замість травмованого Хашема Бейкзадеха був дозаявлений Мохаммад Реза Ханзаде.
| №  | Поз. | Гравець               | Дата народження (вік)          | Ігри | Голи | Клуб              |
| -- | ---- | --------------------- | ------------------------------ | ---- | ---- | ----------------- |
| 1  | ВР   | Аліреза Хагігі        | 2 травня 1988 (вік 26 років)   | 10   | 0    | Пенафіел          |
| 2  | ЗХ   | Хосро Хейдарі         | 14 вересня 1983 (вік 31 рік)   | 53   | 0    | Естеглал          |
| 3  | ПЗ   | Ехсан Хаджсафі        | 25 лютого 1990 (вік 24 роки)   | 66   | 3    | Сепахан           |
| 4  | ЗХ   | Джаляль Хоссейні      | 3 лютого 1982 (вік 32 роки)    | 89   | 6    | Аль-Аглі          |
| 5  | ЗХ   | Амір Хоссейн Садегі   | 6 вересня 1981 (вік 33 роки)   | 20   | 1    | Естеглал          |
| 6  | ПЗ   | Джавад Некунам        | 7 вересня 1980 (вік 34 роки)   | 145  | 37   | Осасуна           |
| 7  | ПЗ   | Масуд Шоджаї          | 9 червня 1984 (вік 30 років)   | 54   | 5    | Аль-Шаханія       |
| 8  | ЗХ   | Мортеза Пураліганджи  | 19 квітня 1992 (вік 22 роки)   | 1    | 0    | Нафт Тегеран      |
| 9  | ПЗ   | Омід Ебрагімі         | 16 вересня 1987 (вік 27 років) | 7    | 0    | Естеглал          |
| 10 | НП   | Карім Ансаріфард      | 3 квітня 1990 (вік 24 роки)    | 45   | 9    | Осасуна           |
| 11 | ЗХ   | Вурія Гафурі          | 20 вересня 1987 (вік 27 років) | 2    | 0    | Сепахан           |
| 12 | ВР   | Мохсен Фороузан       | 3 травня 1988 (вік 26 років)   | 2    | 0    | Естеглал          |
| 13 | НП   | Вахід Амірі           | 2 квітня 1988 (вік 26 років)   | 1    | 0    | Нафт Тегеран      |
| 14 | ПЗ   | Андранік Теймурян     | березня 6, 1983 (вік 31 рік)   | 84   | 8    | Трактор Сазі      |
| 15 | ЗХ   | Рамін Резеян          | 21 березня 1990 (вік 24 роки)  | 1    | 0    | Рах Ахан          |
| 16 | НП   | Реза Гучаннежад       | 20 вересня 1987 (вік 27 років) | 19   | 11   | Чарльтон Атлетик  |
| 17 | ПЗ   | Соруш Рафіей          | 24 березня 1990 (вік 24 роки)  | 2    | 0    | Фулад             |
| 18 | НП   | Аліреза Джаганбахш    | 11 серпня 1993 (вік 21 рік)    | 12   | 1    | Неймеген          |
| 19 | ЗХ   | Мохаммад Реза Ханзаде | 11 травня 1991 (вік 23 роки)   | 7    | 0    | Персеполіс        |
| 20 | НП   | Сардар Азмун          | 1 січня 1995 (вік 20 років)    | 4    | 2    | Рубін (Казань)    |
| 21 | НП   | Ашкан Дежаґа          | 5 червня 1986 (вік 28 років)   | 19   | 4    | Аль-Арабі (Катар) |
| 22 | ВР   | Аліреза Бейранванд    | 22 вересня 1992 (вік 22 роки)  | 1    | 0    | Нафт Тегеран      |
| 23 | ЗХ   | Мердад Пуладі         | 26 лютого 1987 (вік 27 років)  | 24   | 0    | Аль-Шаханія       |

### ОАЕ
Тренер:  Махді Алі
Остаточний склад було оголошено 27 грудня 2014 року.
| №  | Поз. | Гравець                     | Дата народження (вік)           | Ігри | Голи | Клуб                 |
| -- | ---- | --------------------------- | ------------------------------- | ---- | ---- | -------------------- |
| 1  | ВР   | Мажед Насер                 | 1 квітня 1984 (вік 30 років)    | 64   | 0    | Аль-Васл             |
| 2  | ПЗ   | Хассан Ібрагім Сафар        | 19 жовтня 1990 (вік 24 роки)    | 4    | 0    | Аль-Шабаб (Дубай)    |
| 3  | ЗХ   | Валід Аббас                 | 11 червня 1985 (вік 29 років)   | 15   | 4    | Аль-Аглі (Дубай)     |
| 4  | ПЗ   | Хабіб Фардан                | 11 листопада 1990 (вік 24 роки) | 14   | 7    | Аль-Наср (Дубай)     |
| 5  | ПЗ   | Амер Абдулрахман            | 3 липня 1989 (вік 25 років)     | 37   | 2    | Бані Яс              |
| 6  | ЗХ   | Моханад Салем               | 1 березня 1985 (вік 29 років)   | 3    | 0    | Аль-Айн              |
| 7  | НП   | Алі Мабхут                  | 5 жовтня 1990 (вік 24 роки)     | 31   | 20   | Аль-Джазіра          |
| 8  | ЗХ   | Хамдан аль-Камалі           | 2 травня 1989 (вік 25 років)    | 31   | 0    | Аль-Вахда (Абу-Дабі) |
| 9  | ЗХ   | Абдулазіз Хуссаїн           | 10 вересня 1990 (вік 24 роки)   | 9    | 0    | Аль-Аглі (Дубай)     |
| 10 | ПЗ   | Омар Абдулрахман            | 20 вересня 1991 (вік 23 роки)   | 26   | 5    | Аль-Айн              |
| 11 | НП   | Ахмед Халіл                 | 8 червня 1991 (вік 23 роки)     | 57   | 24   | Аль-Аглі (Дубай)     |
| 12 | ВР   | Халід Еїса                  | 15 вересня 1989 (вік 25 років)  | 0    | 0    | Аль-Айн              |
| 13 | ПЗ   | Хаміс Ісмаїл                | 16 серпня 1989 (вік 25 років)   | 6    | 0    | Аль-Джазіра          |
| 14 | ЗХ   | Абделазіз Санкур            | 7 травня 1989 (вік 25 років)    | 2    | 0    | Аль-Аглі (Дубай)     |
| 15 | ПЗ   | Ісмаїл аль-Хаммаді          | 1 липня 1988 (вік 26 років)     | 51   | 7    | Аль-Аглі (Дубай)     |
| 16 | ПЗ   | Мохамед Абдулрахман         | 1 січня 1989 (вік 26 років)     | 2    | 0    | Аль-Айн              |
| 17 | ПЗ   | Мажед Хассан                | 1 серпня 1992 (вік 22 роки)     | 3    | 1    | Аль-Аглі (Дубай)     |
| 18 | ЗХ   | Мохаммед Фавзі              | 22 лютого 1990 (вік 24 роки)    | 4    | 0    | Аль-Айн              |
| 19 | ЗХ   | Мохамед Ісмаїл Ахмед Ісмаїл | 1 липня 1983 (вік 31 рік)       | 1    | 0    | Аль-Айн              |
| 20 | НП   | Саїд аль-Катірі             | 28 березня 1988 (вік 26 років)  | 15   | 4    | Аль-Вахда (Абу-Дабі) |
| 21 | ПЗ   | Хабуш Салех                 | 13 липня 1989 (вік 25 років)    | 8    | 0    | Бані Яс              |
| 22 | ВР   | Мохаммед Юсеф Халаф         | 25 травня 1991 (вік 23 роки)    | 0    | 0    | Шарджа               |
| 23 | ЗХ   | Мохамед Ахмед               | 16 квітня 1989 (вік 25 років)   | 9    | 0    | Аль-Айн              |

### Катар
Тренер:  Джамель Бельмаді
Остаточний склад було оголошено 23 грудня 2014 року.
| №  | Поз. | Гравець                 | Дата народження (вік)            | Ігри | Голи | Клуб                |
| -- | ---- | ----------------------- | -------------------------------- | ---- | ---- | ------------------- |
| 1  | ВР   | Касем Бурхан            | 15 грудня 1985 (вік 29 років)    | 66   | 0    | Аль-Гарафа          |
| 2  | ЗХ   | Мохаммед Муса           | 23 березня 1986 (вік 28 років)   | 24   | 0    | Лехвія              |
| 3  | ЗХ   | Абделкарім Хассан       | 28 серпня 1993 (вік 21 рік)      | 28   | 4    | Ас-Садд             |
| 4  | ЗХ   | Аль-Магді Алі Мухтар    | 2 березня 1992 (вік 22 роки)     | 12   | 1    | Ас-Садд             |
| 5  | ПЗ   | Абдулазіз Хатем         | 28 жовтня 1990 (вік 24 роки)     | 19   | 0    | Аль-Арабі ( Доха)   |
| 6  | ЗХ   | Біляль Мохаммад         | 2 червня 1986 (вік 28 років)     | 103  | 2    | Аль-Гарафа          |
| 7  | ЗХ   | Халід Муфтах            | 2 липня 1992 (вік 22 роки)       | 26   | 1    | Лехвія              |
| 8  | ПЗ   | Алі Ассадалла           | 19 січня 1993 (вік 21 рік)       | 10   | 3    | Ас-Садд             |
| 9  | НП   | Мешал Абдулла           | 2 травня 1984 (вік 30 років)     | 33   | 6    | Аль-Ахлі ( Доха)    |
| 10 | ПЗ   | Халфан Ібрагім          | 18 лютого 1988 (вік 26 років)    | 81   | 22   | Ас-Садд             |
| 11 | НП   | Хассан аль-Гайдос       | 11 грудня 1990 (вік 24 роки)     | 49   | 3    | Ас-Садд             |
| 12 | НП   | Маджид Мохамед          | 11 жовтня 1985 (вік 29 років)    | 56   | 8    | Аль-Джаїш (Ар-Раян) |
| 13 | ЗХ   | Ібрагім Маджид          | 12 травня 1990 (вік 24 роки)     | 67   | 4    | Ас-Садд             |
| 14 | ПЗ   | Халід Абдулрауф         | 14 листопада 1989 (вік 25 років) | 4    | 0    | Аль-Джаїш (Ар-Раян) |
| 15 | ЗХ   | Абдурахман Абубакар     | 3 серпня 1990 (вік 24 роки)      | 2    | 1    | Аль-Джаїш (Ар-Раян) |
| 16 | ПЗ   | Буалем Хухі             | 7 вересня 1990 (вік 24 роки)     | 11   | 6    | Аль-Арабі ( Доха)   |
| 17 | ПЗ   | Ісмаїл Мохаммад         | 5 квітня 1990 (вік 24 роки)      | 14   | 0    | Лехвія              |
| 18 | НП   | Мохамед Тресор Абдуллах | 08 квітня 1987 (вік 27 років)    | 0    | 0    | Лехвія              |
| 19 | ПЗ   | Мохаммед Мунтарі        | 20 грудня 1993 (вік 21 рік)      | 0    | 0    | Аль-Джаїш (Ар-Раян) |
| 20 | ПЗ   | Карім Будіаф            | 16 вересня 1989 (вік 25 років)   | 9    | 0    | Лехвія              |
| 21 | ВР   | Ахмед Суфіян            | 9 серпня 1990 (вік 24 роки)      | 2    | 0    | Аль-Джаїш (Ар-Раян) |
| 22 | ВР   | Саад аш-Шіб             | 19 лютого 1990 (вік 24 роки)     | 15   | 0    | Ас-Садд             |
| 23 | ПЗ   | Ахмед Абдул Максуд      | 7 серпня 1989 (вік 25 років)     | 9    | 1    | Умм-Салаль          |

### Бахрейн
Тренер:  Марджан Ейд
Остаточний склад було оголошено 30 грудня 2014 року.
| №  | Поз. | Гравець                 | Дата народження (вік)           | Ігри | Голи | Клуб                    |
| -- | ---- | ----------------------- | ------------------------------- | ---- | ---- | ----------------------- |
| 1  | ВР   | Саєд Мохаммад Джаафар   | 25 серпня 1985 (вік 29 років)   | 54   | 0    | Аль-Мухаррак            |
| 2  | ЗХ   | Мохамед Хусаїн          | 31 липня 1980 (вік 34 роки)     | 90   | 8    | Аль-Наср (Ер-Ріяд)      |
| 3  | ЗХ   | Валід аль-Хаям          | 4 листопада 1988 (вік 26 років) | 8    | 0    | Аль-Мухаррак            |
| 4  | ПЗ   | Саєд Саїд               | 17 липня 1992 (вік 22 роки)     | 16   | 4    | Ріффа                   |
| 5  | ЗХ   | Абдулла Шалал           | 31 січня 1993 (вік 21 рік)      | 1    | 0    | Ріффа                   |
| 6  | ЗХ   | Абдулла Ясер            | 27 березня 1988 (вік 26 років)  | 5    | 0    | Аль-Мухаррак            |
| 7  | ПЗ   | Абдулвахаб аль-Сафі     | 4 червня 1984 (вік 30 років)    | 36   | 1    | Аль-Кадісія (Ель-Хубар) |
| 8  | ПЗ   | Саєд Джаафар Ахмед      | 4 березня 1991 (вік 23 роки)    | 9    | 0    | Бусаїтен                |
| 9  | ПЗ   | Абдулвахаб аль-Малуд    | 21 липня 1989 (вік 25 років)    | 15   | 1    | Хідд                    |
| 10 | НП   | Мохаммед Таєб аль-Алаві | 13 жовтня 1989 (вік 25 років)   | 10   | 5    | Ріффа                   |
| 11 | НП   | Ісмаїл Абдул-Латіф      | 11 вересня 1986 (вік 28 років)  | 61   | 29   | Аль-Мухаррак            |
| 12 | ПЗ   | Фаузі Ааіш              | 27 лютого 1985 (вік 29 років)   | 59   | 16   | Ас-Саілія               |
| 13 | ЗХ   | Абдулла аль-Хаза'а      | 19 липня 1990 (вік 24 роки)     | 27   | 0    | Хідд                    |
| 14 | НП   | Джейсі Джон Оквунванне  | 8 жовтня 1985 (вік 29 років)    | 45   | 21   | Аль-Харітіят            |
| 15 | ПЗ   | Абдулла Омар            | 01 січня 1987 (вік 28 років)    | 42   | 3    | Аль-Мухаррак            |
| 16 | НП   | Абдулла Юсуф Хелаль     | 12 червня 1993 (вік 21 рік)     | 0    | 0    | Іст Ріффа               |
| 17 | ЗХ   | Хуссейн Алі Баба        | 11 лютого 1982 (вік 32 роки)    | 71   | 1    | Аль-Мухаррак            |
| 18 | ЗХ   | Мохамед Дуаїдж Махорфі  | 9 травня 1989 (вік 25 років)    | 23   | 0    | Ріффа                   |
| 19 | НП   | Файсал Абудахум         | 25 вересня 1988 (вік 26 років)  | 0    | 0    | Іст Ріффа               |
| 20 | НП   | Самі аль-Хусаїні        | 29 вересня 1989 (вік 25 років)  | 37   | 4    | Бусаїтен                |
| 21 | ВР   | Хамед аль-Досері        | 24 липня 1989 (вік 25 років)    | 1    | 0    | Ріффа                   |
| 22 | ВР   | Ашраф Вахід аль-Себає   | 5 липня 1991 (вік 23 роки)      | 0    | 0    | Манама                  |
| 23 | ЗХ   | Рашід аль-Хуті          | 24 грудня 1989 (вік 25 років)   | 16   | 0    | Ріффа                   |

## Група D

### Японія
Тренер:  Хав'єр Агірре
Остаточний склад було оголошено 15 грудня 2014 року. Пізніше захисник Ацуто Утіда отримав травму і був замінений на Наоміті Уеду.
| №  | Поз. | Гравець            | Дата народження (вік)            | Ігри | Голи | Клуб                 |
| -- | ---- | ------------------ | -------------------------------- | ---- | ---- | -------------------- |
| 1  | ВР   | Ейдзі Кавасіма     | 20 березня 1983 (вік 31 рік)     | 64   | 0    | Стандард (Льєж)      |
| 2  | ЗХ   | Наоміті Уеда       | 24 жовтня 1994 (вік 20 років)    | 0    | 0    | Касіма Антлерс       |
| 3  | ЗХ   | Косуке Ота         | 23 липня 1987 (вік 27 років)     | 3    | 0    | Токіо                |
| 4  | НП   | Кейсуке Хонда      | 13 червня 1986 (вік 28 років)    | 65   | 24   | Мілан                |
| 5  | ЗХ   | Юто Нагатомо       | 12 вересня 1986 (вік 28 років)   | 76   | 3    | Інтер                |
| 6  | ПЗ   | Масато Морісіге    | 21 травня 1987 (вік 27 років)    | 17   | 1    | Токіо                |
| 7  | ПЗ   | Ясухіто Ендо       | 28 січня 1980 (вік 34 роки)      | 148  | 14   | Гамба Осака          |
| 8  | НП   | Хіросі Кійотаке    | 12 листопада 1989 (вік 25 років) | 26   | 1    | Ганновер 96          |
| 9  | НП   | Сіндзі Окадзакі    | 16 квітня 1986 (вік 28 років)    | 84   | 40   | Майнц 05             |
| 10 | ПЗ   | Сіндзі Кагава      | 17 березня 1989 (вік 25 років)   | 63   | 19   | Боруссія (Дортмунд)  |
| 11 | НП   | Йохей Тойода       | 11 квітня 1985 (вік 29 років)    | 6    | 1    | Саган Тосу           |
| 12 | ВР   | Сюсаку Нісікава    | 18 червня 1986 (вік 28 років)    | 15   | 0    | Урава Ред Даймондс   |
| 13 | ПЗ   | Ю Кобаясі          | 23 вересня 1987 (вік 27 років)   | 2    | 0    | Кавасакі Фронтале    |
| 14 | НП   | Йосінорі Муто      | 15 липня 1992 (вік 22 роки)      | 6    | 1    | Токіо                |
| 15 | ПЗ   | Ясуюкі Конно       | 25 січня 1983 (вік 31 рік)       | 84   | 2    | Гамба Осака          |
| 16 | ЗХ   | Цукаса Сіотані     | 5 грудня 1988 (вік 26 років)     | 2    | 0    | Санфречче Хіросіма   |
| 17 | ПЗ   | Макото Хасебе      | 18 січня 1984 (вік 30 років)     | 83   | 2    | Айнтрахт (Франкфурт) |
| 18 | ЗХ   | Такасі Інуї        | 2 червня 1988 (вік 26 років)     | 14   | 2    | Айнтрахт (Франкфурт) |
| 19 | ЗХ   | Ген Сьодзі         | 11 грудня 1992 (вік 22 роки)     | 0    | 0    | Касіма Антлерс       |
| 20 | ПЗ   | Гаку Сібасакі      | 28 травня 1992 (вік 22 роки)     | 4    | 1    | Касіма Антлерс       |
| 21 | ЗХ   | Готоку Сакаї       | 14 березня 1991 (вік 23 роки)    | 19   | 0    | Штутгарт             |
| 22 | ЗХ   | Мая Йосіда         | 24 серпня 1988 (вік 26 років)    | 49   | 3    | Саутгемптон          |
| 23 | ВР   | Масаакі Хігасігуті | 12 травня 1986 (вік 28 років)    | 0    | 0    | Гамба Осака          |

### Йорданія
Тренер:  Рей Вілкінс
Остаточний склад було оголошено 18 грудня 2014 року.
| №  | Поз. | Гравець             | Дата народження (вік)            | Ігри | Голи | Клуб                    |
| -- | ---- | ------------------- | -------------------------------- | ---- | ---- | ----------------------- |
| 1  | ВР   | Амер Шафі           | 14 лютого 1982 (вік 32 роки)     | 107  | 0    | Аль-Вехдад              |
| 2  | ПЗ   | Раджаї Аєд          | 25 липня 1993 (вік 21 рік)       | 14   | 0    | Аль-Вехдад              |
| 3  | ЗХ   | Тарек Хаттаб        | 06 травня 1992 (вік 22 роки)     | 15   | 0    | Аль-Шабаб (Ер-Ріяд)     |
| 4  | ПЗ   | Самір Раджа         | 3 вересня 1994 (вік 20 років)    | 2    | 0    | Аль-Вехдад              |
| 5  | ЗХ   | Мохаммад Мустафа    | 29 жовтня 1989 (вік 25 років)    | 38   | 0    | Аль-Хор                 |
| 6  | НП   | Одай Ас-Саїфі       | 26 травня 1986 (вік 28 років)    | 84   | 10   | Аль-Салмія              |
| 7  | ПЗ   | Ахмед Сарівех       | 23 січня 1994 (вік 20 років)     | 5    | 0    | Аль-Кадісія (Ель-Хубар) |
| 8  | ПЗ   | Саїд Мурджан        | 10 лютого 1990 (вік 24 роки)     | 61   | 6    | Аль-Рамта               |
| 9  | НП   | Махмуд Затара       | 8 січня 1991 (вік 24 роки)       | 7    | 0    | Аль-Вехдад              |
| 10 | НП   | Ахмад Хаєль         | 30 жовтня 1983 (вік 31 рік)      | 90   | 18   | Аль-Арабі (Кувейт)      |
| 11 | ЗХ   | Одай Захран         | 29 січня 1991 (вік 23 роки)      | 33   | 0    | Шабаб Аль-Ордон         |
| 12 | ВР   | Моатаз Ясін         | 3 листопада 1982 (вік 32 роки)   | 7    | 0    | Тат Рас                 |
| 13 | ПЗ   | Халіл Бані Аттіах   | 8 червня 1991 (вік 23 роки)      | 45   | 6    | Аль-Фейсалі (Харма)     |
| 14 | НП   | Абдалла Діб         | 10 березня 1987 (вік 27 років)   | 88   | 20   | Ріффа                   |
| 15 | ПЗ   | Мохаммад аль-Давуд  | 12 квітня 1992 (вік 22 роки)     | 6    | 0    | Аль-Хідд                |
| 16 | ПЗ   | Мунтер Абу-Амарах   | 24 квітня 1992 (вік 22 роки)     | 14   | 0    | Аль-Вехдад              |
| 17 | ПЗ   | Салех Ратеб         | 18 грудня 1994 (вік 20 років)    | 3    | 0    | Аль-Вехдад              |
| 18 | ПЗ   | Ахмед Еліас         | 9 листопада 1990 (вік 24 роки)   | 4    | 0    | Аль-Вехдад              |
| 19 | ЗХ   | Анас Бані Ясін      | 29 листопада 1988 (вік 26 років) | 76   | 3    | Аль-Раїд                |
| 20 | НП   | Хамза аль-Дардур    | 12 травня 1991 (вік 23 роки)     | 40   | 4    | Аль-Халідж (Сейхат)     |
| 21 | ЗХ   | Мохаммад аль-Дмеїрі | 30 серпня 1987 (вік 27 років)    | 51   | 2    | Аль-Іттіхад (Джидда)    |
| 22 | ВР   | Ахмед Абдель-Саттар | 6 липня 1984 (вік 30 років)      | 7    | 0    | Аль-Джазира (Амман)     |
| 23 | НП   | Юсеф Ар-Равашдех    | 14 березня 1990 (вік 24 роки)    | 13   | 1    | Аль-Рамта               |

### Ірак
Тренер:  Радхі Шенайшил
Остаточний склад було оголошено 29 грудня 2014 року.
| №  | Поз. | Гравець                    | Дата народження (вік)         | Ігри | Голи | Клуб            |
| -- | ---- | -------------------------- | ----------------------------- | ---- | ---- | --------------- |
| 1  | ВР   | Алі Ясін                   | 9 серпня 1993 (вік 21 рік)    | 0    | 0    | Нафт Аль-Джануб |
| 2  | ЗХ   | Ахмад Ібрагім Халаф        | 25 лютого 1992 (вік 22 роки)  | 41   | 0    | Аджман          |
| 3  | ЗХ   | Алі Бахджат                | 3 березня 1992 (вік 22 роки)  | 21   | 0    | Аль-Шорта       |
| 4  | ЗХ   | Алі Фаез Атіа              | 9 вересня 1994 (вік 20 років) | 8    | 0    | Ербіль          |
| 5  | ПЗ   | Ясер Касім                 | 10 травня 1991 (вік 23 роки)  | 5    | 1    | Свіндон Таун    |
| 6  | ЗХ   | Алі Аднан Казім Аль-Тамімі | 19 грудня 1993 (вік 21 рік)   | 27   | 1    | Різеспор        |
| 7  | ПЗ   | Амджад Калаф               | 5 жовтня 1991 (вік 23 роки)   | 18   | 0    | Аль-Шорта       |
| 8  | НП   | Джастін Мерам              | 4 грудня 1988 (вік 26 років)  | 4    | 0    | Коламбус Крю    |
| 9  | ПЗ   | Ахмед Ясін Гані            | 22 квітня 1991 (вік 23 роки)  | 30   | 1    | Еребру          |
| 10 | НП   | Юніс Махмуд                | 3 лютого 1983 (вік 31 рік)    | 131  | 51   | Вільний агент   |
| 11 | ПЗ   | Хумам Тарік                | 10 лютого 1996 (вік 18 років) | 23   | 0    | Аль-Дхафра      |
| 12 | ВР   | Джалаль Хассан             | 18 травня 1991 (вік 23 роки)  | 14   | 0    | Ербіль          |
| 13 | ПЗ   | Усама Рашид                | 17 січня 1992 (вік 22 роки)   | 9    | 0    | Алфенс Бойз     |
| 14 | ЗХ   | Салам Шакер                | 31 липня 1986 (вік 28 років)  | 76   | 4    | Аль-Шорта       |
| 15 | ЗХ   | Дургам Ісмаїл              | 23 травня 1994 (вік 20 років) | 17   | 1    | Аль-Шорта       |
| 16 | НП   | Марван Хуссейн             | 4 січня 1991 (вік 24 роки)    | 5    | 0    | Аль-Шорта       |
| 17 | НП   | Алаа Абдул-Захра           | 22 грудня 1987 (вік 27 років) | 63   | 13   | Аль-Шорта       |
| 18 | ЗХ   | Самех Саїд                 | 1 липня 1992 (вік 22 роки)    | 2    | 0    | Багдад          |
| 19 | ПЗ   | Махді Камель               | 6 січня 1995 (вік 20 років)   | 10   | 0    | Аль-Шорта       |
| 20 | ВР   | Мохаммед Хамід Фархан      | 24 січня 1993 (вік 21 рік)    | 10   | 0    | Аль-Шорта       |
| 21 | ПЗ   | Саад Абдул-Амір            | 19 січня 1992 (вік 22 роки)   | 36   | 1    | Ербіль          |
| 22 | ПЗ   | Алі Хусні                  | 1 жовтня 1994 (вік 20 років)  | 3    | 0    | Аль-Міна        |
| 23 | ЗХ   | Валід Салем                | 5 січня 1992 (вік 23 роки)    | 23   | 0    | Аль-Шорта       |

### Палестина
Тренер:  Саєб Джендея
Остаточний склад було оголошено 25 грудня 2014 року.
| №  | Поз. | Гравець              | Дата народження (вік)            | Ігри | Голи | Клуб                   |
| -- | ---- | -------------------- | -------------------------------- | ---- | ---- | ---------------------- |
| 1  | ВР   | Тауфік Алі           | 8 листопада 1990 (вік 24 роки)   | 14   | 0    | Тараджі Ваді Аль-Нес   |
| 2  | ЗХ   | Раєд Фарес           | 6 грудня 1982 (вік 32 роки)      | 27   | 0    | Хіляль Аль-Кудс        |
| 3  | ПЗ   | Хуссам Абу-Салех     | 14 лютого 1983 (вік 31 рік)      | 44   | 3    | Хіляль Аль-Кудс        |
| 4  | ЗХ   | Ахмед Харбі          | 16 липня 1986 (вік 28 років)     | 20   | 1    | Мерказ Шабаб Аль-Амари |
| 5  | ЗХ   | Хайтам Діб           | 3 грудня 1986 (вік 28 років)     | 17   | 1    | Хіляль Аль-Кудс        |
| 6  | ЗХ   | Муса Абу-Джазар      | 28 серпня 1987 (вік 27 років)    | 29   | 1    | Шабаб Аль-Халиль       |
| 7  | НП   | Ашраф Нуман          | 29 липня 1986 (вік 28 років)     | 40   | 13   | Аль-Фейсалі (Харма)    |
| 8  | ПЗ   | Хешам Салхе          | 8 листопада 1987 (вік 27 років)  | 9    | 0    | Хіляль Аль-Кудс        |
| 9  | НП   | Халед Салем          | 17 листопада 1989 (вік 25 років) | 12   | 0    | Шабаб Аль-Дахірія      |
| 10 | ПЗ   | Ісмаїл аль-Амур      | 02 жовтня 1983 (вік 31 рік)      | 39   | 7    | Хіляль Аль-Кудс        |
| 11 | НП   | Ахмад Махер Врідат   | 22 липня 1991 (вік 23 роки)      | 10   | 5    | Шабаб Аль-Дахірія      |
| 12 | ЗХ   | Тамер Салах          | 3 лютого 1986 (вік 28 років)     | 0    | 0    | Хіляль Аль-Кудс        |
| 13 | ПЗ   | Джака Іхбейшех       | 29 серпня 1986 (вік 28 років)    | 0    | 0    | Крка                   |
| 14 | ЗХ   | Абдулла Джабер       | 17 лютого 1993 (вік 21 рік)      | 8    | 0    | Хіляль Аль-Кудс        |
| 15 | ЗХ   | Абделатіф Бахдарі    | 20 лютого 1984 (вік 30 років)    | 29   | 1    | Аль-Вехдад             |
| 16 | НП   | Махмуд Ейд           | 23 червня 1993 (вік 21 рік)      | 0    | 0    | Нючьопінг              |
| 17 | ЗХ   | Алексіс Норамбуена   | 31 березня 1984 (вік 30 років)   | 7    | 0    | Белхатув               |
| 18 | ЗХ   | Мусаб аль-Баттат     | 21 листопада 1993 (вік 21 рік)   | 3    | 0    | Шабаб Аль-Дахірія      |
| 19 | НП   | Абдельхамід Абухабіб | 8 червня 1989 (вік 25 років)     | 25   | 6    | Марказ Балата          |
| 20 | ПЗ   | Хадер Юсеф           | 6 жовтня 1984 (вік 30 років)     | 47   | 1    | Тараджі Ваді Аль-Нес   |
| 21 | ВР   | Рамзі Салех          | 8 серпня 1980 (вік 34 роки)      | 105  | 0    | Смуха                  |
| 22 | ВР   | Рамі Хамаде          | 20 квітня 1991 (вік 23 роки)     | 0    | 0    | Шабаб Аль-Хадр         |
| 23 | ПЗ   | Мурад Ісмаїл Саїд    | 15 грудня 1982 (вік 32 роки)     | 27   | 1    | Хіляль Аль-Кудс        |

## Представництва

### За клубом
Клуби, що делегували 5 або більше гравців
| Гравці | Клуб                                                                                 |
| ------ | ------------------------------------------------------------------------------------ |
| 10     | Кадсія                                                                               |
| 9      | Аль-Хіляль (Ер-Ріяд), Аль-Шорта, «Аль-Вехдад»                                        |
| 8      | Аль-Аглі (Джидда), «Гуанчжоу Евергранд», «Хіляль Аль-Кудс», «Рімьонсу»               |
| 7      | «Аль-Айн», «Аль-Оруба», «Ас-Садд»                                                    |
| 6      | «Аль-Мухаррак», «Ріффа», «25 квітня», Аль-Джаїш (Ар-Раян), «Цзянсу Сайнті», «Лехвія» |
| 5      | Аль-Аглі (Дубай), Аль-Наср (Ер-Ріяд), Аль-Шабаб (Ер-Ріяд), «Фанджа»                  |

### За чемпіонатом
| Гравці | Клуби                                                                                            |
| ------ | ------------------------------------------------------------------------------------------------ |
| 35     | Саудівська Аравія                                                                                |
| 33     | Катар                                                                                            |
| 29     | ОАЕ                                                                                              |
| 27     | КНР                                                                                              |
| 23     | Кувейт                                                                                           |
| 22     | Оман                                                                                             |
| 20     | Бахрейн                                                                                          |
| 18     | Японія , Північна Корея                                                                          |
| 17     | Палестина                                                                                        |
| 15     | Ірак                                                                                             |
| 14     | Іран, Йорданія, Узбекистан                                                                       |
| 13     | Німеччина                                                                                        |
| 9      | Англія                                                                                           |
| 7      | Австралія†, Південна Корея                                                                       |
| 5      | Росія                                                                                            |
| 4      | Нідерланди                                                                                       |
| 3      | Бельгія                                                                                          |
| 2      | Італія, Іспанія, Швеція, Туреччина, США                                                          |
| 1      | Єгипет, Казахстан, Ліхтенштейн, Португалія Portugal, Словенія, Польща, Швейцарія, Україна, Уельс |

† В тому числі і Натан Бернз, який грає за новозеландський клуб Веллінгтон Фенікс, що грає в А-лізі Австралії.

### За конфедерацією
| Гравців | Конфедерація |
| ------- | ------------ |
| 313†    | АФК          |
| 50      | УЄФА         |
| 2       | КОНКАКАФ     |
| 1       | КАФ          |

† В тому числі і Натан Бернз, який грає за новозеландський клуб Веллінгтон Фенікс, що грає в А-лізі Австралії. Всі інші новозеландські клуби грають під управлінням ОФК.

### За виступами у домашньому чемпіонаті
| Збірна            | Гравців |
| ----------------- | ------- |
| Австралія         | 07†     |
| Бахрейн           | 19      |
| КНР               | 23      |
| Іран              | 13      |
| Ірак              | 15      |
| Японія            | 13      |
| Йорданія          | 13      |
| Кувейт            | 21      |
| Північна Корея    | 18      |
| Оман              | 22      |
| Палестина         | 17      |
| Катар             | 23      |
| Саудівська Аравія | 23      |
| Південна Корея    | 05      |
| ОАЕ               | 23      |
| Узбекистан        | 14      |

† В тому числі і Натан Бернз, який грає за новозеландський клуб Веллінгтон Фенікс, що грає в А-лізі Австралії..